# Garage punk
Garage punk és un gènere de fusió de música rock que combina les influències del rock de garatge, el punk rock i altres formes. Té el seu origen en l'indie rock de finals dels anys 1980 i principis dels 1990. Les primeres bandes es van inspirar el rock de garatge dels anys 1960, el punk rock dels anys 1970, i el protopunk de Detroit, i sovint van incorporar altres estils com el power pop, els girl groups dels anys 1960, el hardcore punk, el blues, el rhythm and blues primerenc i la música surf.
El terme «garage punk» sovint també es refereix al rock de garatge dels anys 1960 en lloc de l'estil de fusió dels anys 1980 i 1990. Per això, l'estil dels anys 1980 i 1990 es coneix de vegades com a «garage revival». Després de la dècada del 1980, les bandes associades a aquell període van contribuir al desenvolupament de l'stoner rock, una variació més psicodèlica del gènere.

## Història
El terme «punk rock» es va utilitzar per primera vegada per anomenar la música de les bandes de garatge estatunidenques de mitjans dels anys 1960, i no es va consolidar com a gènere fins al 1976. El primer ús conegut del terme «garage punk» va aparèixer a les notes d'àlbum de Lenny Kaye per a la recopilació de música psicodèlica de 1972 Nuggets per a descriure una cançó de la banda de rock de garatge dels anys 1960 The Shadows of Knight, com a «garage punk clàssic». Michael Hann, a The Guardian, escrigué: «mireu la llista de cançons de l'àlbum original de Nuggets de Lenny Kaye, el disc que codificava el garage punk, i trobareu una gran quantitat de música que ara no encaixaria còmodament en el gènere de la música psicodèlica».

### 1960: orígens

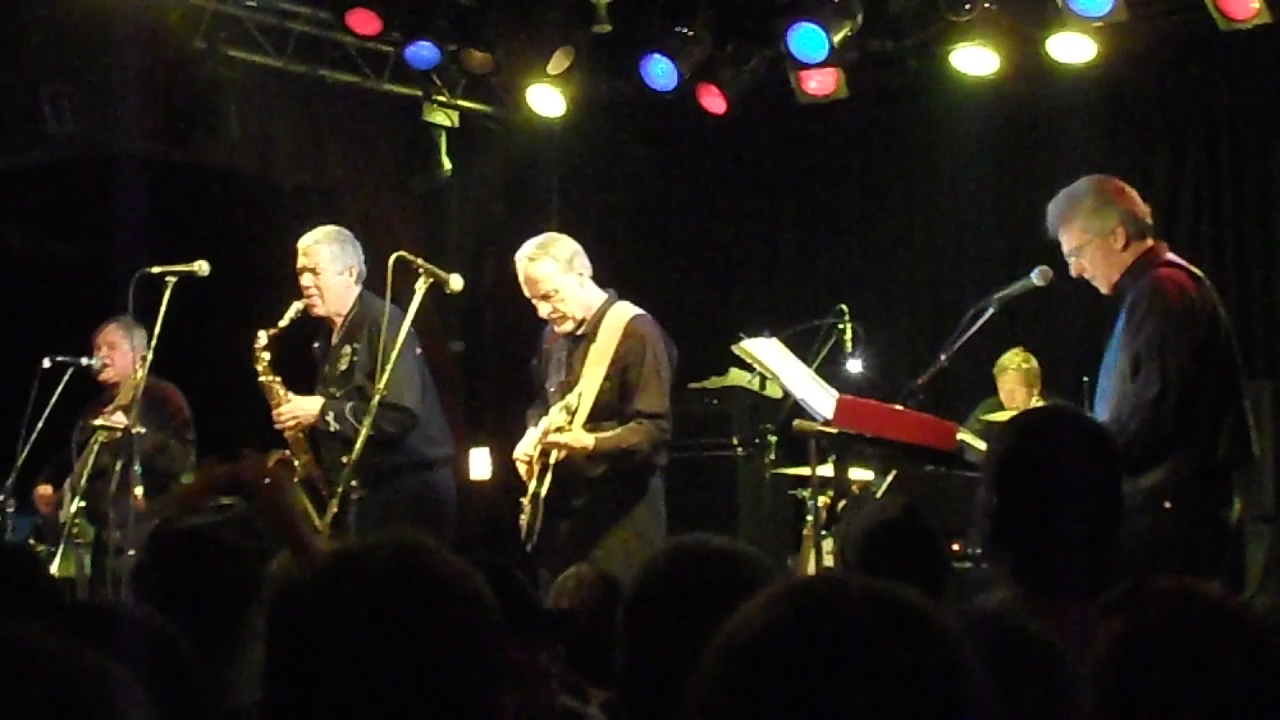
The Sonics de vegades es considera la primera banda de garage punk

Simon Reynolds rastreja el garage punk fins a les bandes de rock de garatge estatunidenques dels anys 1960. Explica que el garage punk de mitjans de la dècada de 1960 era en gran part el domini d'adolescents sense formació musical que utilitzaven efectes sonors com la distorsió i confiaven molt en els riffs. Hann situa els «anys daurats» del garage punk fins a 1965–67 que, com The Sonics, «pensaven que tres acords i un crit arrauxat eren suficients per a moure una nació».

### 1980-2000: fusió amb el punk
A la dècada del 1980, va començar un revifat interès per la música dels anys 1960, començant pel garage punk. Segells discogràfics com Crypt i Norton van començar a reeditar l'obra dels «rars perduts de mitjan segle XX», fet que va portar una nova generació de músics punk a redescobrir artistes de rock més antics com Little Richard i The Sonics. En contrast amb l'escena retro del rock de garatge, les bandes que van aprofitar el punk despullat dels anys 1970, en lloc dels estils de mitjans dels anys 1960, serien àmpliament catalogades com a «garage punk». En general, el garage punk no era tan melòdic com el punk rock i es va inspirar principalment en el protopunk de Detroit com The Stooges i MC5.
Allan Rutter afirma que la música sovint és de ritme ràpid i es caracteritza per guitarres brutes i tempestives i lletres que solen expressar rebel·lia i, de vegades, «mal gust», i que poden ser interpretades per grups de lo-fi que són en segells discogràfics independents, o que estan sense signar. Les bandes són generalment apolítiques i tendeixen a allunyar-se del hardcore punk i en general eviten l'adhesió estricta als codis socials i les ideologies associades a la subcultura punk. Tanmateix, hi ha excepcions com The (International) Noise Conspiracy, que interpretava una variació polititzada del garage punk.
AllMusic afegeix: «algunes de les primeres bandes de garage punk que van aparèixer a finals dels 1980 i principis dels 1990 (Mudhoney, The Supersuckers) van signar amb el segell Sub Pop, les primeres bandes de grunge del qual compartien algunes de les mateixes influències i estètica. Grups com New Bomb Turks, The Oblivians, The Gories, Subsonics, The Mummies, The Dirtbombs i The Humpers van ajudar a sostenir un públic de culte per al gènere durant les dècades del 1990 i 2000.